# Estación Fujigaoka
La estación Fujigaoka (藤が丘駅 Fujigaoka-eki?) pertenece a la línea Higashiyama la cual es operada por el Buró de transporte de la ciudad de Nagoya, y al Tren de levitación magnética Linimo operado por la Aichi Rapid Transit. Están identificadas como H-22 y L-01 respectivamente. Se encuentra ubicada en el barrio de Fujigaoka, Meitō, en la ciudad de Nagoya, prefectura de Aichi, Japón. La estación de la línea Higashiyama abrió el 1 de abril de 1969 y del Linimo 6 de marzo de 2005.
Presenta una tipología de andenes laterales en viaducto en la línea Higashiyama, y un andén isla Subterránea en el Linimo como así también puertas de andén. Cuenta con 4 accesos en total, como así también escaleras mecánicas y ascensor.

## Otros medios
- Bus de Nagoya
  - Líneas: 1, 11 y 12.

## Sitios de interés
- Distrito comercial de Fujigaoka
- Facultad de odontología Tokai
- Ruta N° 6 de Nagoya
- Parque Akegaoka
- Sede del Buró de transporte de la ciudad de Nagoya
  - Centro de entrenamiento
  - Taller de mantenimiento
- Oficina de correos
- Escuela primaria y secundaria municipales de Fujigaoka

## Imágenes

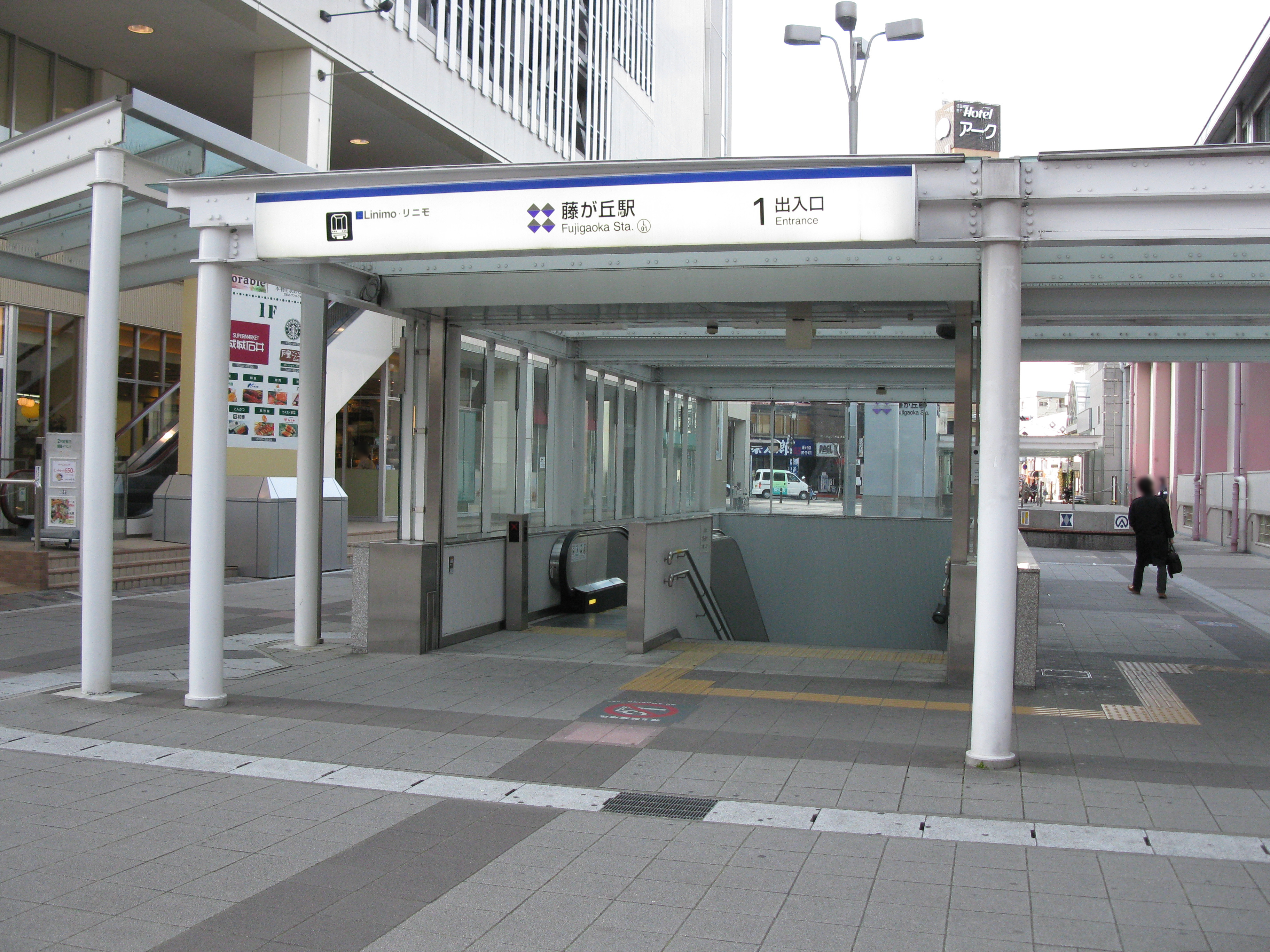
Acceso N° 1 (Linimo).
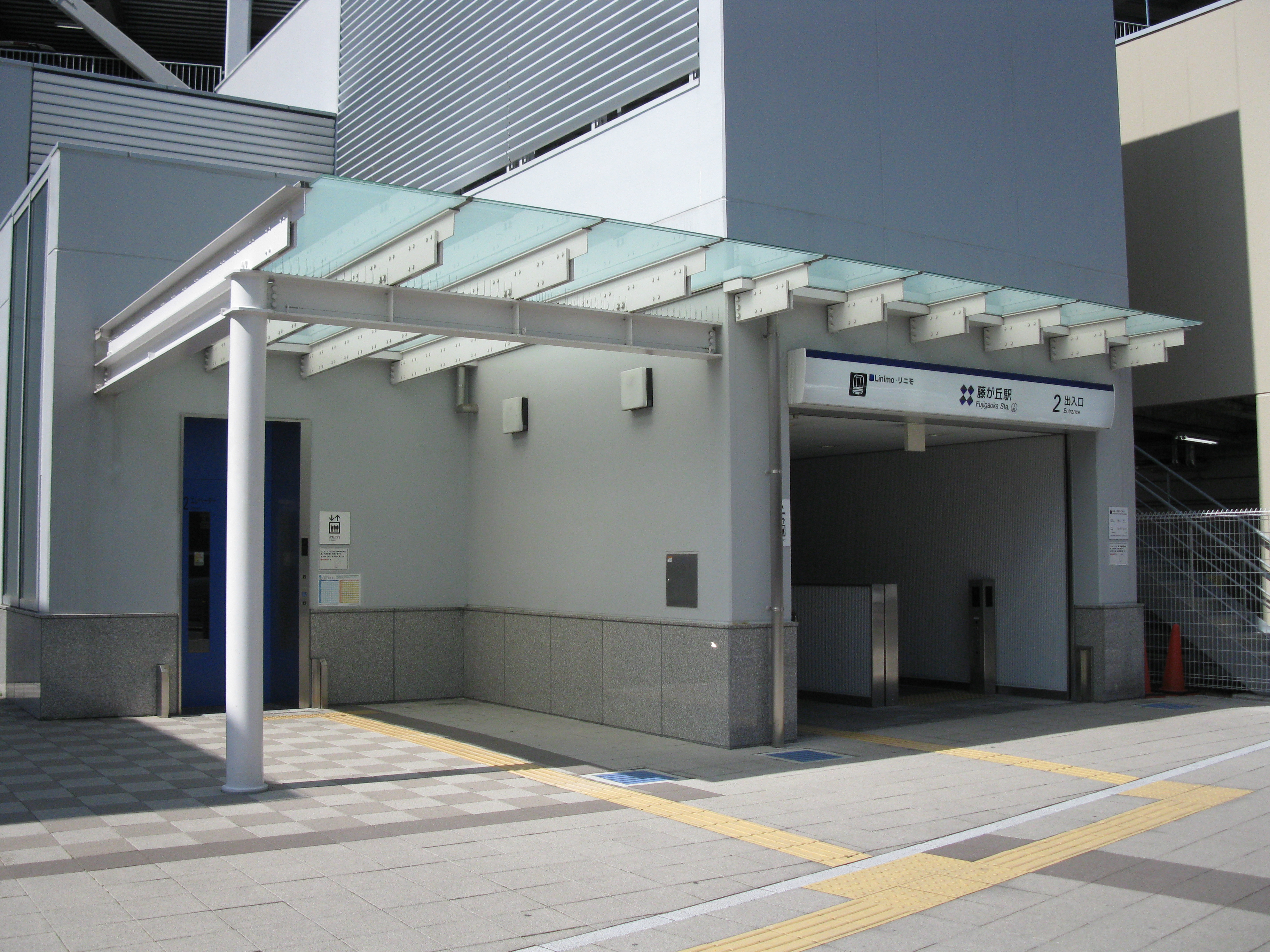
Acceso N° 2 (Linimo).
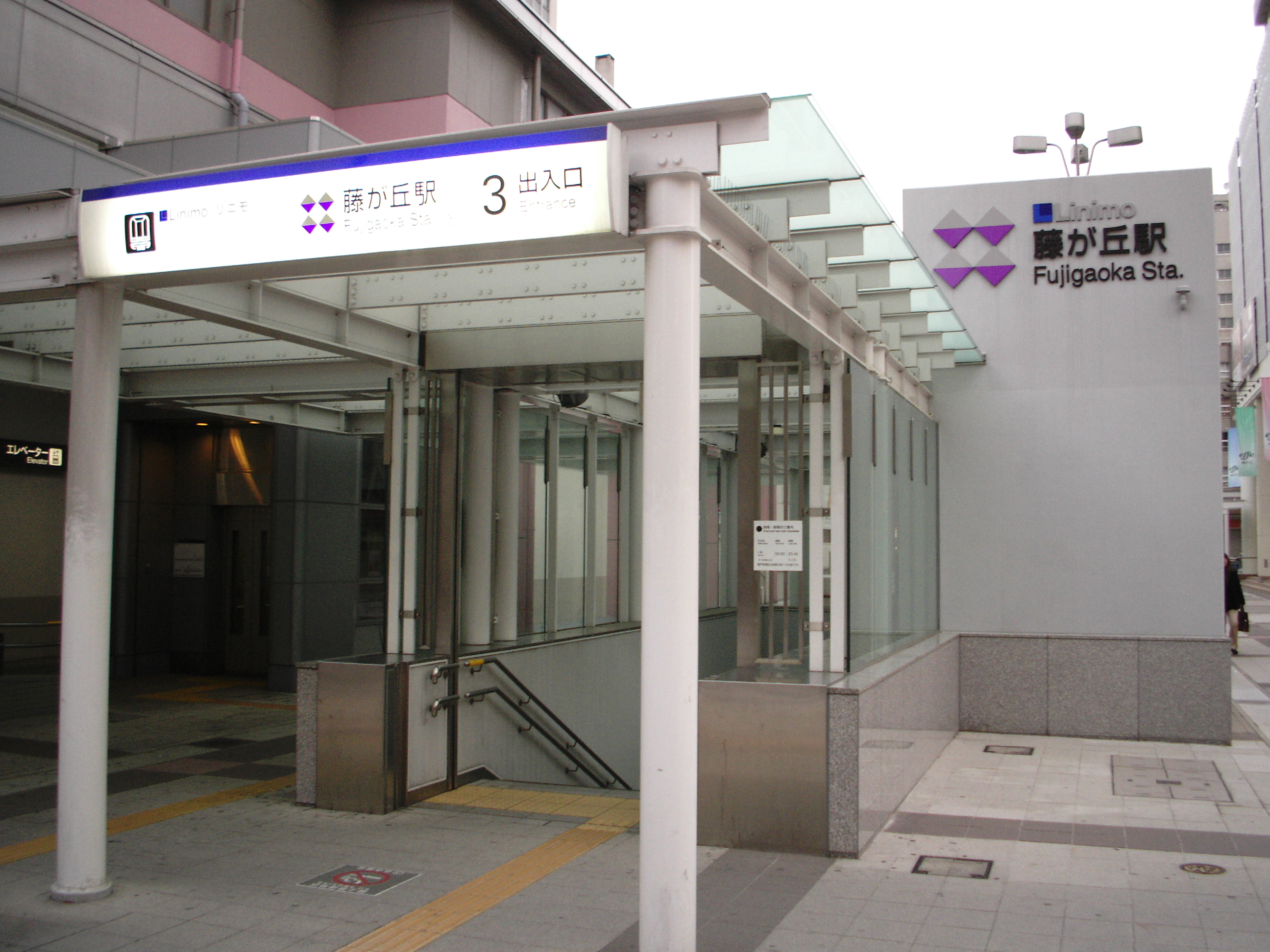
Acceso N° 3 y ascensor (Linimo).
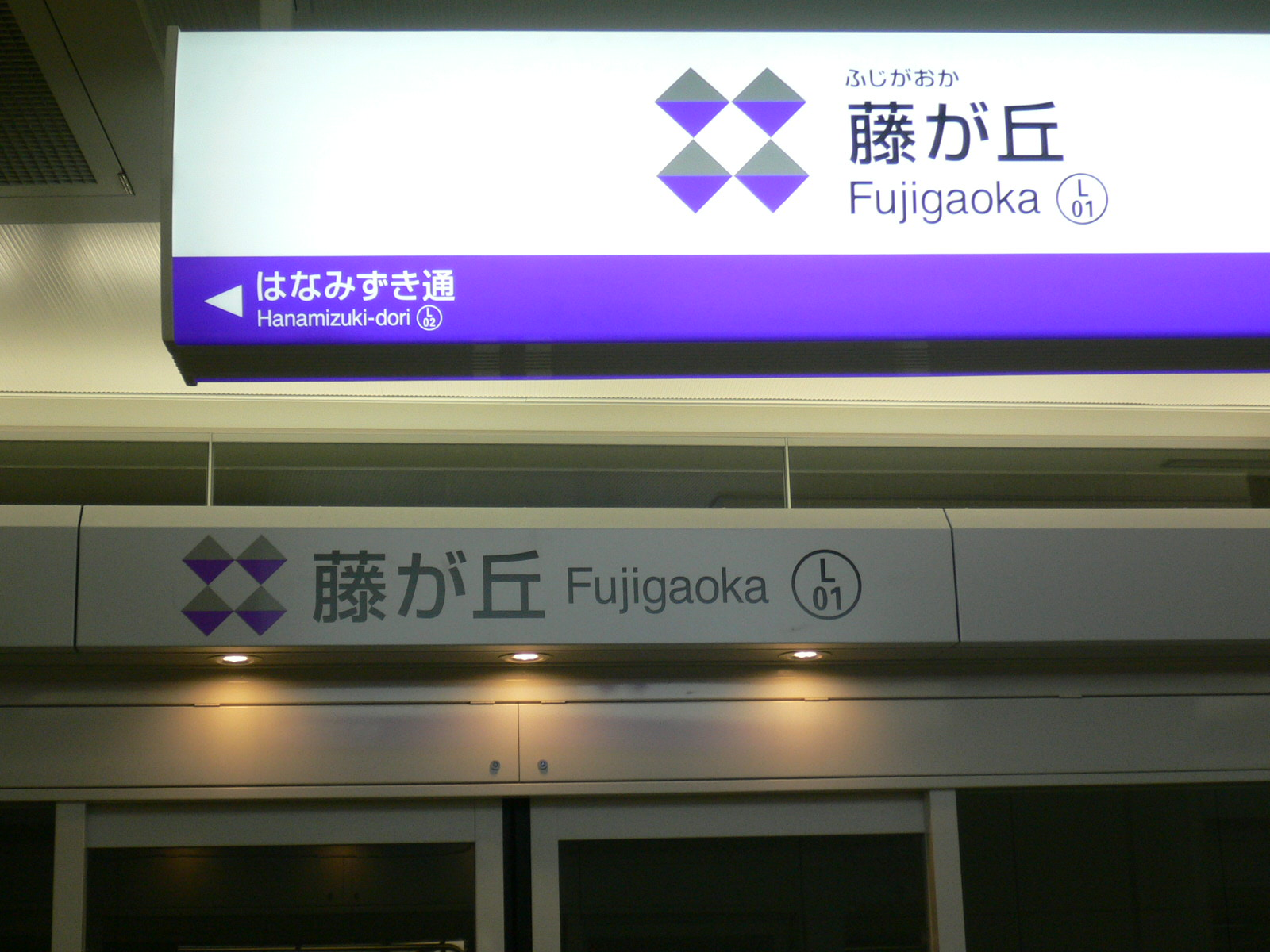
Puertas de andén (Linimo).
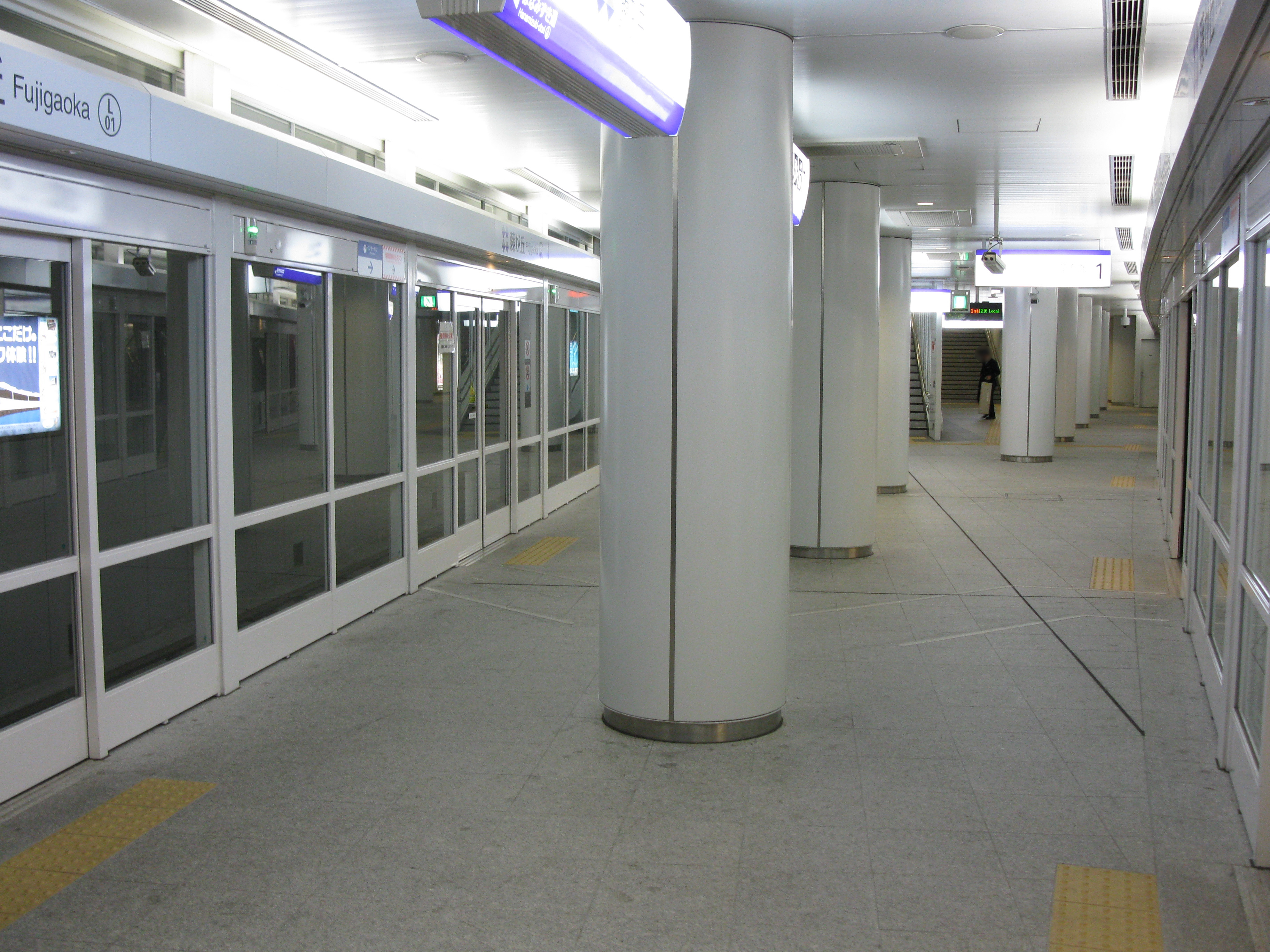
Puertas de andén (Linimo).
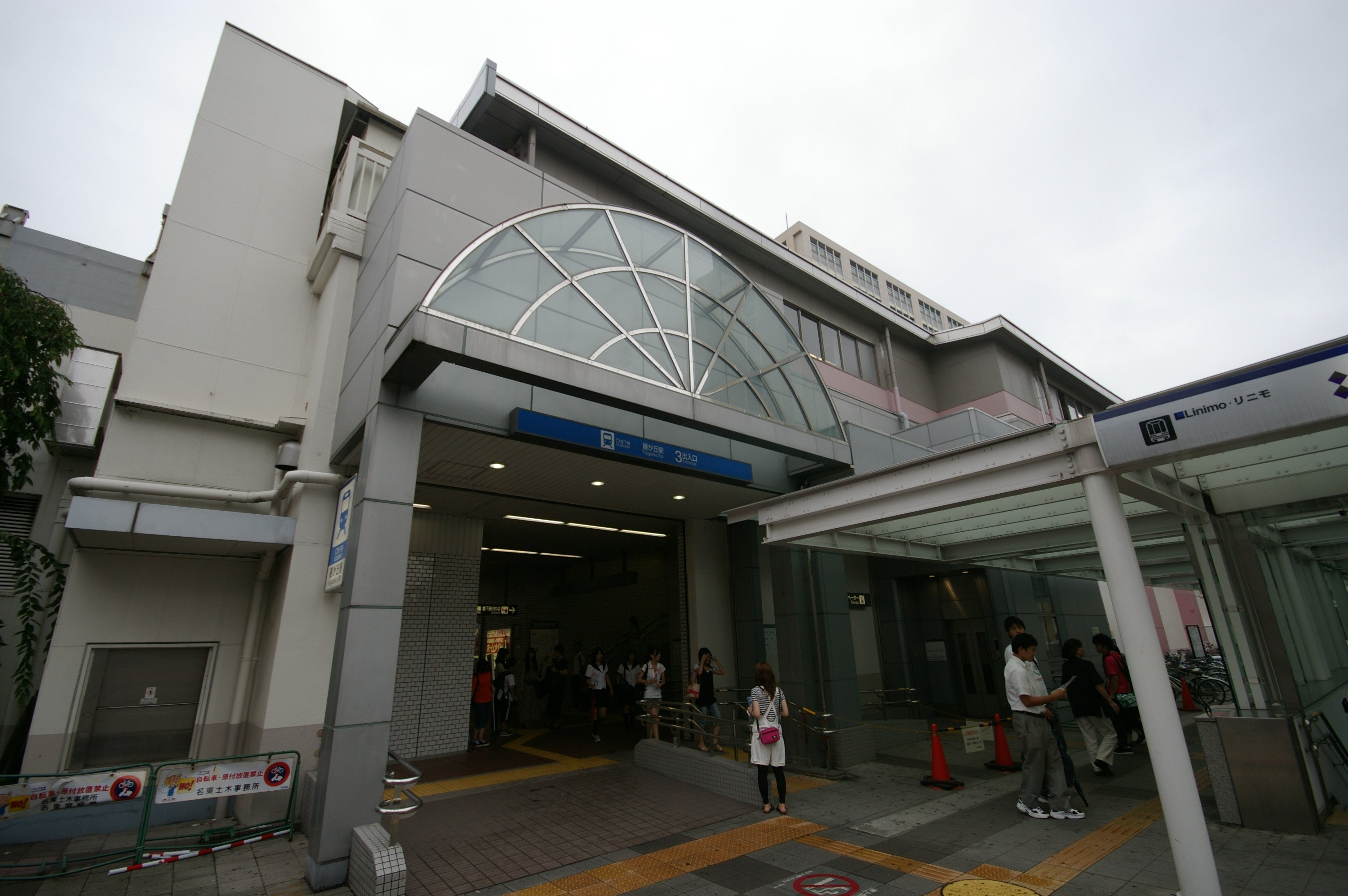
Acceso N° 3 (Higashiyama).